# Mauvières
Mauvières là một xã ở tỉnh Indre khu vực trung bộ Pháp. Xã này có diện tích 23,94 km², dân số thời điểm năm 1999 là 310 người. Khu vực này có độ cao trung bình 72 mét trên mực nước biển.
Thị trấn này nằm trong công viên tự nhiên vùng Brenne.
Sông Anglin tạo thành phần lớn ranh giới phía tây của thị trấn.